# Ban đêm vùng cực

Đêm vùng cực tại Longyearbyen, Svalbard, ở 78° vĩ bắc.

Ban đêm vùng cực hay đêm vùng cực là thời gian mà đêm kéo dài trên 24 giờ, thông thường diễn ra bên trong các vòng cực trong mùa đông tại bán cầu đó. Hiện tượng ngược lại, khi Mặt Trời nằm trên đường chân trời trong suốt một thời gian dài được gọi là ban ngày vùng cực hay Mặt Trời lúc nửa đêm diễn ra trong mùa hè tại bán cầu đó.
Một sai lầm phổ biến là cho rằng tại mỗi điểm bên trong vòng cực, hoặc ở điểm nơi có sự xuất hiện của Mặt Trời giữa đêm thì ngày có thời gian ban ngày ngắn nhất là hoàn toàn tối tăm. Do chạng vạng nên nó không tuyệt đối đúng. Tại các nơi rất gần với hai cực thì điều này là đúng, nhưng tại các khu vực rất gần với vòng Bắc Cực và vòng Nam Cực thì ban ngày vùng cực là có, nhưng ban đêm vùng cực thì không (do khúc xạ nên ánh sáng vẫn còn ngay cả khi Mặt Trời đã lặn dưới đường chân trời trong khoảng các góc của hoàng hôn hay rạng đông dân dụng). Trên thực tế, các khu vực vùng cực có thời gian chạng vạng trong suốt cả năm nhiều hơn so với các khu vực nằm gần xích đạo.
Trong các khu vực bên trong vòng cực, độ dài thời gian khi Mặt Trời nằm dưới đường chân trời dao động từ 20 giờ (tại các vĩ độ trên vòng cực) tới 179 ngày ở hai địa cực. Tuy nhiên, không phải toàn bộ khoảng thời gian này đều được coi là ban đêm vùng cực, do có thể có nhiều ánh sáng Mặt Trời ở những khoảng thời gian ngay trước và ngay sau của ban đêm vùng cực vì hiện tượng khúc xạ. Vì thế, người ta có thể nói rằng khoảng thời gian mà Mặt Trời nằm ở phía trên đường chân trời tại hai cực là 186 ngày. Có sự bất đối xứng về số lượng ngày vùng cực và đêm vùng cực là do khoảng thời gian Mặt Trời nằm một phần phía trên đường chân trời được coi là thuộc khoảng thời gian "ban ngày".

## Các loại ban đêm vùng cực
Tồn tại các dạng ban đêm vùng cực khác nhau. Điều này là do ban đêm vùng cực được tính là thời kỳ trong đó không diễn ra chạng vạng; nhưng do ở đây có các loại chạng vạng khác nhau nên nó dẫn tới các khái niệm ban đêm vùng cực khác nhau.

### Chạng vạng vùng cực
Trong phạm vi bên trong các vòng cực (các điểm có giá trị tuyệt đối của vĩ độ bằng hoặc lớn hơn 66° 33′), Mặt Trời sẽ nằm đúng ngay trên hay ở phía dưới của đường chân trời trong suốt cả ngày trong thời điểm đông chí, và do đó sẽ không có ánh sáng ban ngày thật sự. Đèn đường có thể được duy trì suốt cả ngày và một người nhìn qua cửa sổ của một căn phòng được chiếu sáng ra ngoài trời có thể nhìn thấy sự phản chiếu ánh sáng từ các đèn đường này ngay cả thời điểm giữa trưa, do độ rọi của nó là thấp hơn so với độ rọi của không gian được chiếu sáng trong phòng. Những người bị rối loạn tâm trạng theo mùa (SAD) có thể phải nhờ đến trị liệu bằng ánh sáng nhân tạo, do các lợi ích tâm lý của ánh sáng ban ngày đòi hỏi phải có mức tương đối cao của ánh sáng môi trường bao quanh (tới 10.000 lux) là điều không thể có trong bất kỳ giai đoạn nào của chạng vạng, vì thế các khoảng thời gian chạng vạng giữa (nửa) ngày trải qua tại bất kỳ nơi nào bên trong các vòng cực đều là "ban đêm vùng cực" theo ý nghĩa này.

### Ban đêm vùng cực dân dụng
Ban đêm vùng cực dân dụng là thời kỳ trong đó không diễn ra chạng vạng dân dụng. Chạng vạng dân dụng diễn ra khi Mặt Trời nằm trong khoảng từ 0 tới 6 độ phía dưới đường chân trời. Do sự tán xạ ánh sáng bởi tầng trên của khí quyển và khúc xạ, nên có thể vẫn có đủ lượng ánh sáng cần thiết cho các hoạt động thông thường ở ngoài trời trong chạng vạng dân dụng. Ban đêm vùng cực dân dụng bị giới hạn tới các vĩ độ phía trên vĩ tuyến 72° 33′, chính xác bằng 6 độ về phía trên (mé trong) của các vòng cực (66° 33′ + 6°). Tại châu Âu lục địa, không có nơi nào đạt các tiêu chí của định nghĩa này. Tuy nhiên, tại vùng lãnh thổ Svalbard (Na Uy) thì ban đêm vùng cực dân dụng kéo dài từ khoảng ngày 12 tháng 11 năm trước cho tới cuối tháng 1 năm sau. Dikson ở Nga có ban đêm vùng cực dân dụng trong khoảng 1 tháng. Nếu như bầu trời nhiều mây thì nó sẽ tối màu hơn và các nơi như vùng duyên hải Finnmark (khoảng 70°) ở Na Uy sẽ có "ngày" rất tối trời.

### Ban đêm vùng cực hàng hải
Ban đêm vùng cực hàng hải là khoảng thời gian trong đó chỉ có lượng ánh sáng rất nhợt nhạt trong thời gian giữa ngày. Nó xảy ra tại các nơi trong thời gian không có chạng vạng hàng hải. Chạng vạng hàng hải xảy ra khi Mặt Trời nằm trong khoảng từ 6 tới 12 độ phía dưới đường chân trời. Do khúc xạ nên vẫn có một số nơi có nhiều ánh sáng trên đường chân trời hơn so với những nơi khác. Ban đêm vùng cực hàng hải bị giới hạn tới các vĩ độ phía trên vĩ tuyến 78° 33′, chính xác bằng 12 độ về phía trên (mé trong) của các vòng cực (66° 33′ + 12°), hay 11° 27′ tính từ địa cực. Alert (Nunavut) khu định cư xa nhất về phía bắc của Canada và thế giới, trải qua các đêm vùng cực hàng hải từ cuối tháng 11 năm trước cho tới giữa tháng 1 năm sau.

### Ban đêm vùng cực thiên văn
Ban đêm vùng cực thiên văn là khoảng thời gian mà hoàn toàn không có dấu vết gì của ánh sáng tự nhiên tại bất kỳ nơi đâu và nó xảy ra tại các nơi trong thời gian không có chạng vạng thiên văn. Chạng vạng thiên văn xảy ra khi Mặt Trời nằm trong khoảng từ 12 tới 18 độ phía dưới đường chân trời. Vì thế, ban đêm vùng cực thiên văn xảy ra tại các vĩ độ cao hơn 84° 33′, chính xác bằng 18 độ về phía trên (mé trong) của các vòng cực (66° 33′ + 18°) hay 5° 27′ tính từ địa cực.
Hiện nay, không tồn tại bất kỳ điểm định cư nào của con người trong khoảng vĩ độ nói trên. Phần của Bắc Băng Dương nằm trong ranh giới vĩ độ này nói chung chỉ có các chỏm băng vĩnh cửu. Tại châu Nam Cực, một vài trạm nghiên cứu khoa học, như Amundsen–Scott ở Nam Cực, là có ban đêm vùng cực thiên văn.

## Tác động lên con người
Thời kỳ diễn ra ban đêm vùng cực có thể gây ra trầm cảm ở một số người. Ban ngày vùng cực cũng có thể ảnh hưởng tới một số người. Những người mắc phải rối loạn tâm trạng theo mùa (SAD) là những người dễ chịu ảnh hưởng nhất. Ban đêm vùng cực cũng có thể gây ra một vài dạng của chứng duy ngã (người bệnh cảm thấy mọi thứ chỉ là giấc mơ mà không phải thực tế).